# Byer i World of Warcraft
I World of Warcraft- universet findes der et utal af byer, som hører enten til horde eller alliance siden, samt findes der nogle enkle neutrale byer. 
De byer som fungere eller er hovedstad for de forskellige racer samt de neutral byer er:

## Alliancebyer
Alliancens hovedstæder er de fire beskrevet nedenfor; Gnomeregan som er gnomernes hovedstad er besat af troggs og hovedstaden for Worgen i Gilneas af en blanding af Forsaken og fjendtlige varulve.

### Darnassus
Darnassus er hovedstaden for Night Elves, og ligger på øen Teldrassil på kontinentet Kalimdor. Darnassus er den mindst besøgte Alliancebyen på grund af dens beliggenhed. Med sit stille og fredelige skov beklædte præg, har Darnassus blevet beskrevet som en High-Fantasy by.

### Exodar
Exodar er en by der kom til World of Warcraft-universet i udvidelsen The Burning Crusade. Exodar var en naaru satellit ved Tempest Keep, men nødlandede på øen Azuremyst Isle efter Draeneienes flugtforsøg fra Tempest Keep. Exodar fungerer i dag som hovedstaden til Draeneiene og er præget af teknologiske mysterier og magiske fænomener.

### Ironforge
Ironforge var den mest populære byen i World of Warcraft-universet på Alliancesiden, og tilhører racen Dwarves (fungerer også som hovedstad for Gnomes, efter Gnomeregans fald). Efter tillægges pakken The Burning Crusade er ikke Ironforge så meget besøgt som den brudte være. Beliggenheden er blevet ganske upraktisk, fordi det er vanskelig at komme til Outland fra Ironforge. I byen kan du rejse hurtigt til Stormwind via Deeprun Tram. Ironforge ligger i Dun Morogh, Khaz Modan i Eastern Kingdoms.

### Stormwind City
Stormwind ligger i Elwynn Forest (sydvestlige Eastern Kingdoms), som er startzonen til racen Humans, og fungerer som Humans hovedstad. Byen ligger centralt til, med kort flyvetur til Dark Portal og Outland, og i Deeprun Tram til Ironforge, og har en havn med båd forbindelse til Auberdine (nordvest i Kalimdor), Theramore Isle (sydøst i Kalimdor) og Northrend. Stormwind er inspireret af middelalderen, med riddere og andre elementer fra denne epoke er svært mærkbare.

### Mindre byer
Tekst mangler, hjælp os med at skrive teksten

#### Auberdine
Auberdine ligger i zonen Darkshore og var en elverby før den blev ødelagt under Cataclysm.

#### Goldshire
Goldshire (Guldherred) muligvis navngivet for de nærliggende guldminer. Goldshire ligger i Elwynn Forest, og er den sidste landsby på vejen mod menneskenes hovedstaden Stormwind.

## Hordebyer
Horden har de følgende hovedstæder fire hovedstæder.

### Orgrimmar
Orgrimmar er hovedstad for orkerne og ligger i Durotar på kontinentet Kalimdor. troldene bruger også Orgrimmar som midlertidig hovedstad. Orgrimmar er omringet af uendelige ørkenområder, og er knudepunktet for Horden. Tidligere brugt som et center for handel og andre aktiviteter, er byen  (som de fleste andre byene i World of Warcraft) mindre besøgt, et resultat som tillægges pakken Burning Crusade. Det er dog ændret noget efter de senere udvidelsespakker.

### Silvermoon City
Silvermoon ligger i Quel'Thalas og er den genopbyggede hovedstad for racen Blood Elf. Det er den mindst besøgte by af Horden, selv om der går en portal direkte fra Undercity.

### Thunder Bluff
Thunder Bluff er hovedstaden til Taurens, og ligger i Mulgore i central Kalimdor. Thunder Bluff er en fredelig by, og er omringet af idylliske grønne sletter. Byen er inspireret af indianerne som sætter sit præg på byen, som brug af træ materiale, læder og maling.

### Undercity
Undercity ligger under menneskernes gamle hovedstad, Capital City, i Tirisfal Glades, og er racen Undeads hovedstad. Undercity har et vældig mørkt præg, noget som står i stil med byens indbyggere. Indgangen til byen er indgangen til Capital City, som nu ligger i ruiner. Fra indgangen kommer du ned i byen med en elevator. Byen ligger under bakken og består af flere niveauer og ganger, noget som gør at det ikke akkurat er let at finde frem første gang du besøger byen.

## Neutrale byer
Tekst mangler, hjælp os med at skrive teksten

### Booty Bay
Booty Bay ligger i Stranglethorn Vale i den sydlige ende af Eastern Kingdoms, og bliver drevet af Steamwheedle Cartel som er en handelsorganisation drevet af gobliner. Der er flere byer i Stranglethorn Vale, det eksempel er hordebyen Grom'gol Basecamp.
I Booty Bay findes blandt andet et neutralt auktionshus og en bank. Værtshuset der har navnet The Salty Sailor, og her findes mange opgaver i Stranglethorn Vale. Booty Bay har en bådrute til Ratchet i Kalimdor. Byen er neutral i forhold til konflikten mellem Horden og Alliancen.
På en lille ø vest for Booty Bay findes en statue af en goblin som minder om Kristusstatuen i Rio De Janeiro. Den blev beskadiget under Cataclysm. I Booty Bay kan man også få købe papegøjer, et af mange kæledyr som spillernes figurer kan samle på.

### Dalaran City
Dalaran var en by der lå i den nordlige ende af Eastern Kingdoms. Efter at Svøben, ledet af Arthas, havde raseret byen og dæmonen Archimonde havde fået den til at styrte i grus, oprettede de overlevende magikere en magisk kuppel over ruinerne. Mange år gik uden at nogen vidste med sikkerhed, hvad de tidligere indbyggere af det tidligere center for lærdom foretog sig under kuplen. I udvidelsen Wrath of the Lich King dukkede en genopbygget by op af kuplen og svævede til Northrend, og i udvidelsen Legion blev byen teleporteret til Broken Isles (men er i spillet selvfølgelig at finde begge steder).

### Ratchet
Ratchet er en goblinby, der ligger nogenlunde i midte af Kalimdors østkyst, det nordlige Barrens. Den har blandt andet forbindelse med Booty Bay via en fast skibsrute.

### Shattrath City
Shattrath er en by i Terokkar Forest, Outland, og blev tilgængelig med ekspansionspakken Burning Crusade. Byen er befolket af racerne Draenei og Blood Elf og andre der er flygtet fra The Burning Legion (Den brændende legion). Denne by har en vældig central beliggenhed siden den har portaler til alle de andre hovedstader. Dette er en neutral by, besøgt af medlemmer fra både Horde og Alliance.

### Gadgetzan
Gadgetzan er en by i ørken Tanaris, Kalimdor. Gadgetzan er hovedkvarteret for Steamwheedle Cartel, den største af de goblin karteller. I Cataclysm blev området uden for den østlige væg oversvømmet, ejendomme og Steamwheedle havn blev udslettet. Gadgetzan fungerer nu som en havn, og et nyt skib bygges lige uden for byen. Dette er en neutral by, besøgt af medlemmer fra både Horde og Alliance.

### Area 52
Area 52 er en neutral goblin by som ligger i sydvestlige  Netherstorm, Outland. Dette er en neutral by, besøgt af medlemmer fra både Horde og Alliance.

### Everlook
Everlook er en handelsstation der drives af gobliner af Steamwheedle Cartel. Everlook ligger i Winterspring, Kalimdor. Dette er en neutral by, besøgt af medlemmer fra både Horde og Alliance.

### Bogpaddle
Bogpaddle er en ny neutral goblin havn i Swamp of Sorrows, Eastern Kingdoms. Dette er en neutral by, besøgt af medlemmer fra både Horde og Alliance.

### Halfhill
Halfhill er en meget stor landsby beliggende omtrent i midten Valley of the Four Winds, Pandaria. Dette er en neutral by, besøgt af medlemmer fra både Horde og Alliance.

## Andre
Tekst mangler, hjælp os med at skrive teksten

### Gnomeregan
Gnomeregan er gnomernes hovedstad.

### Nazjatar
Nazjatar er den nuværende hovedstad for racen Naga, den ligger under Maelstrom, der er en kæmpe hvirvel i midten af det Store Hav.